# Tegra
Pour l’article ayant un titre homophone, voir Thégra.

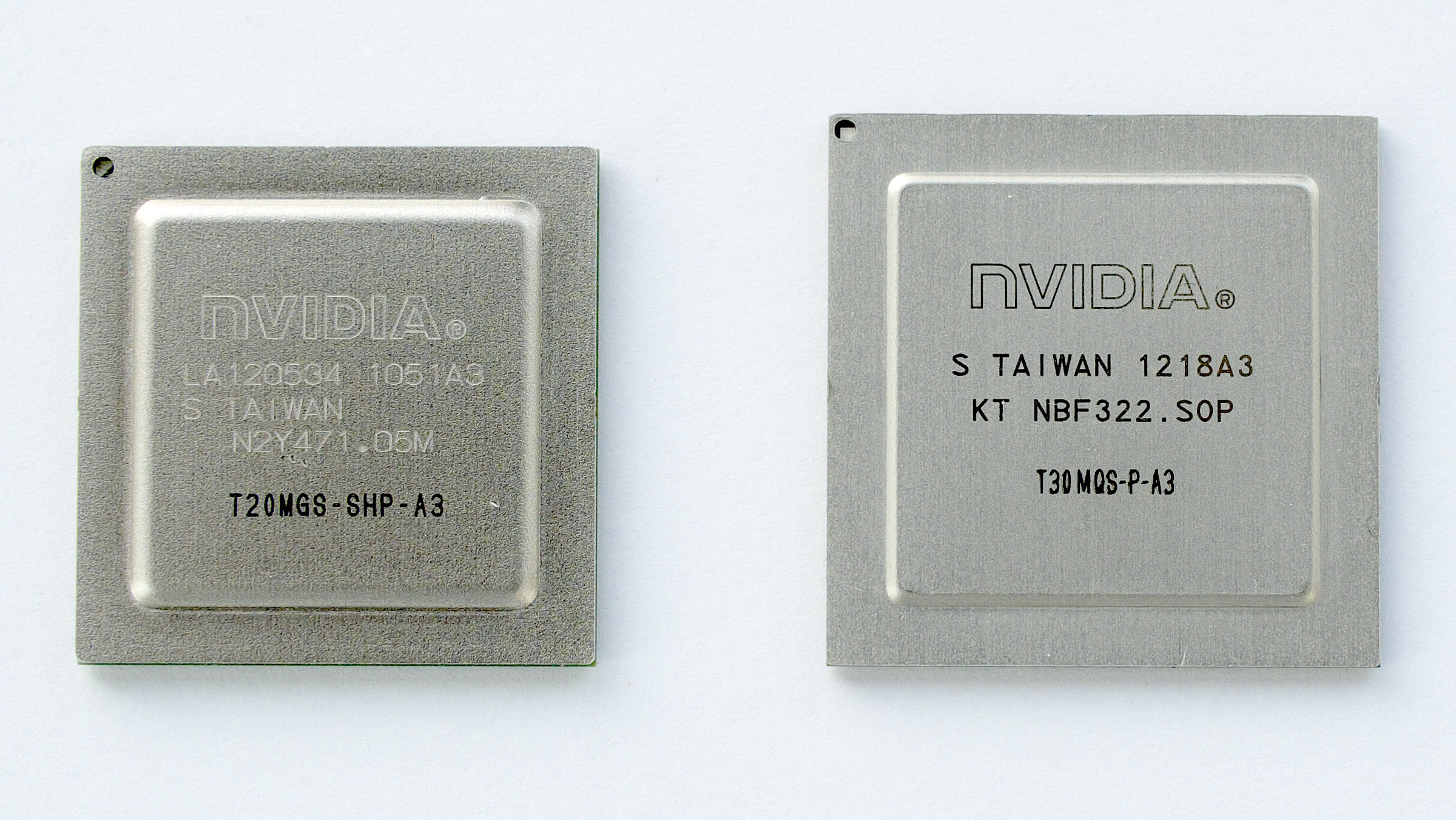
Puces NVIDIA Tegra T20 (Tegra 2) et T30 (Tegra 3).

NVIDIA Tegra est un processeur tout en un (SoC), dérivé de la famille d'architecture ARM produit par NVIDIA. Il est destiné aux appareils mobiles comme des smartphones, des PDA et des MID.
Le processeur sera aussi présent dans les systèmes de navigation et de divertissement des automobiles, notamment chez Audi et le groupe Volkswagen.
Il existe actuellement comme séries de processeurs le Tegra APX 2500, Tegra 600 et Tegra 650. Avec la série 600 ciblant le marché des PDA/MID et le APX 2500 ciblant les smartphones.
Le Tegra est un « ordinateur dans un circuit » qui intègre processeur  (CPU), processeur graphique (GPU), northbridge, southbridge et fonction de mémoire primaire dans un simple boîtier.
Les premiers produits grand public à utiliser le Tegra sont disponibles depuis 2009.
La Nintendo Switch et la Nintendo Switch 2 utilisent un processeur NVIDIA Tegra personnalisé.

## Historique

### Tegra
Le APX 2500 a été le premier annoncé le 12 février 2008 et suivi par l'annonce de la ligne de production du Tegra le 2 juin 2008.
Le 9 septembre 2008, NVIDIA et Opera Software ont annoncé qu'ils allaient produire une version du navigateur web Opera 9.5 optimisé pour le Tegra sous Windows Mobile et Windows CE,.
Au Mobile World Congress 2009, NVIDIA a montré son port sur Android des pilotes Tegra.

### Tegra 2

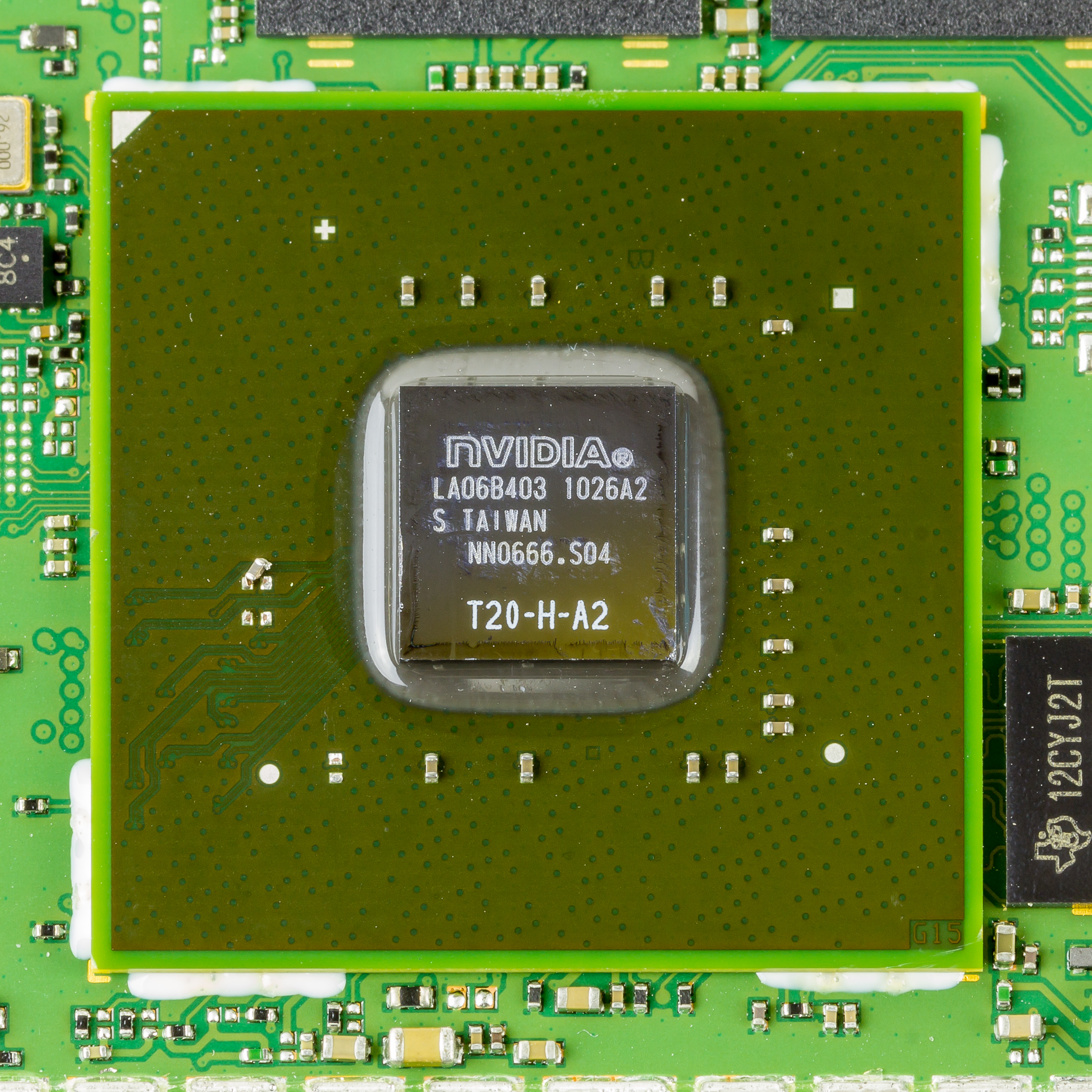
nvidia Tegra 2 T20

En décembre 2009, le System on Chip T20 (nommé Tegra 2) utilisant huit cœurs est annoncé.
Le 7 janvier 2010, au CES 2010, NVIDIA annonce officiellement et fait la démonstration du Tegra 2, après avoir indiqué en ligne le 3 qu'une version adaptée de Ubuntu Gnu/Linux serait disponible.
Cette deuxième génération du Soc Tegra dispose d'un CPU ARM Cortex-A9 double cœur (mais pas des extensions SIMD NEON), d'un GPU GeForce ultra low power (ULP) avec 4 pixel shaders + 4 vertex shaders, d'un contrôleur mémoire double canal utilisant soit LPDDR2-600 ou DDR2-667, et d'un cache L1 de 32 ko/32 ko par cœur ainsi qu'un cache L2 partagé de 1 Mo.

### Tegra 3
Le Tegra 3, appelé Kal-El, a été officiellement annoncé le 9 novembre 2011.
Il est basé sur une architecture SMP quatre cœurs ARM Cortex-A9 cadencés à 1,3 GHz (lorsque plusieurs cœurs fonctionnent) ou à 1,4 GHz (lorsqu'un seul cœur est utilisé) secondé par un processeur compagnon (donnant donc une configuration de type 4+1) et 12 processeurs graphiques. Il peut supporter une définition d'écran allant jusqu'à 2560×1600. Le processeur Kal-El est censé être 5 fois plus rapide que le Tegra 2 tout en consommant moins d'énergie. La nouvelle version, le T33 est lui capable d'aller à 1,6 GHz (en mode multi-cœurs) ou à 1,7 GHz (en mode mono-cœur).

### Tegra 4
Le Tegra 4 a été annoncé au CES 2013. Il comporte 4 cœurs de CPU de type Cortex A15 cadencés jusqu'à 1,9 GHz plus un cinquième cadencé à une fréquence inférieure et invisible à l'OS, et 72 unités de calcul graphique. il est gravé en 28 nm Low Power High-K metal Gate, et la surface du die est de 80 mm2. Contrairement à la puce Tegra 4i, le Tegra 4 n'intègre pas de modem.
NVIDIA a annoncé que le tegra 4 consomme 45 % de moins que le Tegra 3, autorisant une autonomie de 14h de lecture de vidéo HD depuis un smartphone.

### Tegra 4i
Le Tegra 4i a été annoncé le 19 février 2013. Il s'agit d'une version amélioré du Tegra 3. Comme celui-ci, il est basé sur une architecture SMP quatre cœurs ARM Cortex-A9. Il s'agit par contre de cœurs Cortex-A9 r4 plus performant ayant une fréquence maximale de 2,3 GHz. La partie processeur graphique passe également de 72 cœurs à 60. Ce SoC intègre le modem 4G/LTE i500, issu du rachat de Icera. Il est capable de faire du LTE catégorie 3 (100 Mbit/s de débit), avec une mise à jour logicielle prévue en catégorie 4 (150 Mbit/s).

### Tegra K1
Un prototype du Tegra K1 est présenté le 6 janvier 2014 au Consumer Electronics Show. Basé sur 4 CPU ARM Cortex-A15 MPCore à 2,3 GHz et gravé en 28 nm en utilisant la technologie trois portes FinFET, il contient 32 ko de cache L1 et supporte jusqu'à 8 Gio de RAM DDR3. Il contient également un GPU Kepler contenant 192 cœurs CUDA supportant  OpenGL ES 3.0 et DirectX 11, et pour la première fois dans un SoC ARM, OpenGL, en version 4.4. Il supporte une définition 4K Ultra HDTV et un appareil photo jusqu'à 100MPx.
Une seconde version en 64 bits, nommée « Denver » a été aperçue sur l'outil de benchmark Antutu, réalisant un score de 56000 points environ dans une tablette (prototype) dotée d'un écran FHD (1080x1920p), 2 Go de RAM et 32 Go de ROM. Elle utiliserait 2 cœurs de type ARMv8 fonctionnant de 500 MHz à 3 000 MHz (3,0 GHz). À titre de comparaison, la puce Tegra K1 32bits équipée de 4 cœurs Cortex A15 établit un score à 43851 sur ce même benchmark.

### Tegra X1 et Tegra X1+
Le Tegra X1 a été présenté au Consumer Electric Show 2015. Le SoC (system on a chip) est gravé en 20 nm. Il est équipé du nouveau processeur quad-core ARM Cortex-A57 en big.LITTLE, couplé à un quad-core Cortex A53, le tout cadencé à 2,0 GHz. Nvidia a vraisemblablement abandonné la configuration 4+1 au profit du 4+4. Cela en fait donc théoriquement un processeur "octo-core". Physiquement, huit cœurs sont présents dans le SoC, mais ne sont jamais exploités simultanément. Pour les applications lourdes et les calculs complexes, les quatre cœurs A57 sont activés, tandis que les quatre cœurs A53 sont au repos ; et pour les petites tâches, les Cortex A53 s'activent, alors que les Cortex A57 passent en mode repos. Le résultat en pratique est un processeur quad-core, et non octo-core. Cette technique permet d'économiser de l'énergie. Il serait près de 30% plus performant que le CPU du Tegra K1 (Cortex A15 cadencé à 2,3 GHz) dans le traitement d'applications exigeantes en ressources, telles que les jeux vidéo.
Graphiquement, Nvidia a largement amélioré les performances par rapport à son prédécesseur, en équipant son nouveau SoC d'une puce graphique Maxwell avec 2 SMM, avec une nouvelle technique de traitement, permettant aux 256 cœurs CUDA de traiter les informations en FP16. La puissance de calcul se voit doublée, passant de 512 GFLOPS à 1024 GFLOPS, soit un 1 Téraflops. Le processeur peut également traiter un flux vidéo en définition 4K à 60 ips (image par seconde).
Spécifications techniques 
- 1024 GFLOPS
- 16 Gpixel/s.
- 1350 Mtriangles/s.
- 16 Gtexel/s.

Le Tegra X1 est annoncé 4,7 fois plus puissant que le Tegra K1 pour une consommation quasi identique (10 W pour le X1 contre ~8 W pour le K1). Le Tegra X1 est utilisé pour la première génération de la Nvidia Shield.
Une version légèrement modifiée, le Tegra X1+ est utilisé comme SoC de la console Nintendo Switch et dans la seconde génération de la Nvidia Shield. 

## Spécifications

### Tegra Série APX

#### Tegra APX 2500
- Processeur : ARM11 600 MHz Processeur MPCore (Geforce ULV original)
  - suffixe : APX (anciennement CSX)
- Mémoire : NAND flash, Mobile DDR ou NOR
- Graphique : Processeur d'image [FWVGA 854 * 480 pixels]
  - Support d'une caméra jusqu'à 12 Mpixels
  - Contrôleur LCD supportant des définitions jusqu'à 1280 x 1050 pixels
- Stockage : IDE pour le SSD
- Codecs vidéo : Décodage jusqu'à 720p en H.264 & VC-1
- Incluant le support de l'ULV GeForce pour l'OpenGL ES 2.0, Direct3D Mobile, et des shaders programmables
- Sorties : HDMI, VGA, composite, S-video, Jack Stéréo, USB
- USB On-The-Go

#### Tegra APX 2600
Ce processeur est identique au 2500, avec en plus :
- USB 2.0 ULPI

### Tegra Série 6xx

#### Tegra 600
- Ciblant le segment des GPS et automobile
- 650 MHz
- Mémoire: DDR faible consommation (166 MHz)
- SXGA, HDMI, USB, jack stéréo
- Caméra HD 720p

#### Tegra 650
- Ciblant le haut de gamme d'appareils portatifs et notebook
- 750 MHz
- LP-DDR (200 MHz)
- Enveloppe thermique de 2.5 ~ 4 watts
- Traitement d'image HD pour des fonctions avancés de caméras numérique classique ou HD
- Support d'affichage jusqu'à 1080p HDMI, WSXGA+ LCD et CRT, et sortie TV NTSC/PAL
- Support direct du WiFi, lecteurs de disque, clavier, souris et d'autres périphériques
- Un Board Support Package (BSP) complet pour une production plus rapide sur le marché pour des designs de mobiles basé sous Windows
- Des spécifications plus récentes peuvent être trouvées sur http://www.nvidia.com/object/product_tegra_600_us.html

Les premiers appareils basés sur le Nvidia Tegra sont prévus d'être vendus milieu 2009. La rumeur que Microsoft va sortir un nouveau modèle de Zune contenant ce circuit durant l'année 2009.

### Tegra 250
- Processeur : Dual-core ARM Cortex - A9 MPCore[17]
- LP-DDR2 / DDR2
- Décodage vidéo H.264/VC-1/MPEG-4 1080p
- Codage vidéo H.264 1080p

#### Autres processeur RISC
- Loongson (MIPS compatible CPU)
- Cell (dérivé de l'architecture Power).
- Renesas SH7786

#### Média
- New Chips Could Boost iPhone Rivals
- Nvidia Unveils Mobile Graphics Powerhouse in Barcelona
- Nvidia Surprises With First Mobile CPU
- Nvidia dialing into mobile phones
- Nvidia APX 2500 chip enables 3D and hours of high-def playback on Windows Mobile handsets
- Nvidia rolls out Tegra chips aimed at tiny PCs